# SMS Don Juan d'Austria (1876)
«Дон Хуан де Астурія» (нім. SMS Don Juan d'Austria) - броненосець типу «Кайзер Макс» ВМС Австро-Угорщини другої половини 19-го століття.

## Історія створення
Броненосець «Дон Хуан де Астурія» був закладений 14 лютого 1874 року на верфі «Stabilimento Tecnico Triestino» у Трієсті у рамках програми «модернізації» (а фактично будівництва нових кораблів). Спущений на воду 25 жовтня 1875 року, вступив у стрій 26 червня 1876 року.
Назва корабля залишилась від попередника.

## Історія служби
Оскільки уряд Австро-Угорщини надавав низький пріоритет морській діяльності, броненосці, в тому числі «Кайзер Макс», проводили більшу частину часу в Полі, зрідка здійснюючи виходи в море. Лише кілька гвинтових фрегатів більш-менш активно використовувались у 1870-х для закордонних візитів.
У 1888 році броненосці «Дон Хуан де Астурія», «Кустоца», «Тегетгофф», «Кайзер Макс», «Принц Ойген» та декілька менших кораблів вирушили до Барселони для участі у церемонії відкриття Всесвітньої виставки.
У 1889 році «Дон Хуан де Астурія» разом з броненосцями «Кайзер Макс», «Кустоца», «Тегетгофф», «Принц Ойген» і «Ерцгерцог Альбрехт» брав участь в навчаннях флоту.
У 1893 році «Дон Хуан де Астурія» брав участь у маневрах флоту разом з броненосцями «Кайзер Макс», «Принц Ойген», «Кронпринцеса Ерцгерцогиня Стефанія» і «Кронпринц Ерцгерцог Рудольф».
У рамках будівництва нових кораблів у 1890-1990-х роках для скорочення річного бюджету було вирішено відмовитись від застарілих кораблів, які надалі використовувались в основному на другорядних ролях. У рамках цієї програми 30 грудня 1904 року «Дон Хуан де Астурія» був виключений зі складу флоту і  переобладнаний на плавучу казарму. Корабель базувався в Полі, на ньому розміщувались екіпажі міноносців.
У 1919 році корабель затонув за нез'ясованих обставин.